# Perseus Karlström
Perseus Karlström (Stora Sundby, 2 maggio 1990) è un marciatore svedese, campione europeo nella 20 km di marcia a Roma 2024. Ha inoltre conquistato una medaglia d'argento e tre medaglie di bronzo ai campionati mondiali. Ha rappresentato la Svezia ai Giochi olimpici estivi di Rio de Janeiro 2016 e Tokyo 2020.

## Palmarès
| Anno | Manifestazione  | Sede           | Evento       | Risultato | Prestazione | Note                                     |
| ---- | --------------- | -------------- | ------------ | --------- | ----------- | ---------------------------------------- |
| 2013 | Universiadi     | Kazan'         | Marcia 20 km | 20º       | 1h30'19"    |                                          |
| 2013 | Mondiali        | Mosca          | Marcia 20 km | 27º       | 1h28'20     | Miglior prestazione personale stagionale |
| 2014 | Europei         | Zurigo         | Marcia 20 km | 16º       | 1h24'41"    |                                          |
| 2015 | Mondiali        | Pechino        | Marcia 20 km | dnf       | dnf         |                                          |
| 2016 | Giochi olimpici | Rio de Janeiro | Marcia 20 km | dnf       | dnf         |                                          |
| 2017 | Mondiali        | Londra         | Marcia 20 km | 37º       | 1h23'36"    |                                          |
| 2018 | Europei         | Berlino        | Marcia 20 km | 20º       | 1h25'16"    |                                          |
| 2019 | Mondiali        | Doha           | Marcia 20 km | Bronzo    | 1h27'00"    |                                          |
| 2021 | Giochi olimpici | Tokyo          | Marcia 20 km | 9º        | 1h22'29"    |                                          |
| 2022 | Mondiali        | Eugene         | Marcia 20 km | Bronzo    | 1h19'18"    | Miglior prestazione personale stagionale |
| 2022 | Mondiali        | Eugene         | Marcia 35 km | Bronzo    | 2h23'44"    | Miglior prestazione personale            |
| 2022 | Europei         | Monaco         | Marcia 20 km | Argento   | 1h19'23"    |                                          |
| 2022 | Europei         | Monaco         | Marcia 35 km | dnf       | dnf         |                                          |
| 2023 | Mondiali        | Budapest       | Marcia 20 km | Argento   | 1h17'39"    | Record nazionale                         |
| 2023 | Mondiali        | Budapest       | Marcia 35 km | 8º        | 2h27'03"    | Miglior prestazione personale stagionale |
| 2024 | Europei         | Roma           | Marcia 20 km | Oro       | 1h19'13"    |                                          |
| 2024 | Giochi olimpici | Parigi         | Marcia 20 km | 21º       | 1h21'05"    |                                          |